# Шантобинская поселковая администрация
Шантоби́нская поселко́вая администра́ция (каз. Шантөбе кенттік әкімдігі) — административная единица в составе городской администрации Степногорска Акмолинской области. Административный центр — посёлок Шантобе.

## История
В 1953 году на одном их урановых рудопроявлений в Балкашинском районе Акмолинской области высадилась геологоразведочная партия № 59 Степной экспедиции ВСЕГЕИ. Были установлены палатки для проживания и тем же летом были построены 6 сборных домиков, в которых были размещены контора геолого-разведочной партии, геологи и буровики, столовая, начальная школа, общежитие-гостиница и барак-общежитие. Так возник посёлок «59-я партия». 
4 мая 1956 года Совет Министров СССР принял Постановление № 863 «О строительстве комбината на базе «Северо-Казахстанских урановых месторождений».
Посёлок "Шан-Тюбе", как стали именовать бывший посёлок «59-я партия», был сооружён при руднике п/я №8, впоследствии рудоуправление № 1 Целинного горно-химического комбината.
5 апреля 1965 года посёлок Шан-Тюбе уже под именем Шантобе получил статус посёлка городского типа в составе Балкашинского района Акмолинской области. 
Село Новокронштадка в 1989 году находилось в составе  Джамбульского сельсовета  нынешнего Сандыктауского района.
Решением акима Акмолинской области от 14 июля 1997 года, в связи с упразднением Тургайской области, посёлок Шантобе был передан в административное подчинение акима г. Степногорска.

## Население
| Численность населения | Численность населения | Численность населения | Численность населения |
| 1989                  | 1999                  | 2009                  | 2020                  |
| --------------------- | --------------------- | --------------------- | --------------------- |
| 8753                  | ↘5102                 | ↘4473                 | ↘3256                 |

## Состав
В состав администрации входят 2 населённых пункта.
| № | Населённый пункт | Тип населённого пункта          | Население, 1989 | Население, 1999 | Население, 2009 | Население, 2020 |
| - | ---------------- | ------------------------------- | --------------- | --------------- | --------------- | --------------- |
| 1 | Новокронштадка   | село                            | 353             | 372             | 259             | 121             |
| 2 | Шантобе          | посёлок, административный центр | 8400            | 4730            | 4214            | 3135            |

## Экономика
В посёлке 7 действующих субъектов малого и среднего предпринимательства в форме юридического лица и 61 индивидуальных предпринимателей.
Сельское хозяйство на территории администрации представлено двумя крестьянскими хозяйствами, потребительским кооперативом «Рахат» и сектором домашних хозяйств

## Объекты администрации
В поселке функционирует одна общеобразовательная школа. Дошкольное образование представляет детский сад №6 «Мерей». На территории поселка два учреждения культуры — 1 библиотека и дом культуры «Горняк».
Медицинскую помощь населению оказывает: Шантобинская врачебная амбулатория, стационар общего профиля и ФАП с. Новокронштадтка при ГКП на ПХВ Сандыктауской ЦРБ. Штатная численность работников 38 человек, в т.ч.
Персона: 3 врача, 19 медсестры, 16 прочий персонал.